# Albert Ampe
Albert Ampe (Woesten, 17 april 1912 - Drongen, 28 juli 2004) was een Belgisch jezuïet en lid van het Ruusbroecgenootschap.

## Levensloop
Albert Ampe was een zoon van de molenaar René Ampe en Marie-Felicie Vandromme. Het gezin had acht kinderen. Toen René ongeneeslijk ziek werd en in 1920 overleed, nam de oudste zoon, Gerard Ampe het bedrijf in handen. Als goede leerling werd Albert in 1924 intern in het Sint-Stanislascollege in Poperinge. Na de Latijns-Griekse humaniora te hebben voltooid, trad hij in 1930 in het noviciaat van de jezuïeten in Drongen.
Hij werd aangemoedigd om zich op studiewerk te richten en voorbestemd om zich bij het Ruusbroecgenootschap te voegen. Na het noviciaat begon hij in 1933 in Egenhoven bij Leuven aan drie jaar studies filosofie. In 1936 werd hij klasleraar van de vijfde Latijn-Griekse in het Sint-Jozefscollege in Aalst en in 1938 van de derde Latijn-Griekse in het Sint-Jozefscollege in Turnhout en in 1939 werd hij opnieuw overgeplaatst naar Aalst.
Van 10 mei tot 15 augustus 1940 vluchtte hij tot in Zuid-Frankrijk. Teruggekeerd nam hij de studies theologie op en in augustus promoveerde hij tot licentiaat in de godgeleerdheid en werd hij tot tot priester gewijd. Hij vervolgde met het voorbereiden van een proefschrift onder de titel Het exemplarisme in de leer van de gelukzaligen Jan van Ruusbroec, waarmee hij eind 1945 promoveerde tot doctor in de godgeleerdheid. Na volgens het gewone curriculum bij de jezuïeten een derde jaar had afgelegd, werd hij lid van het Ruusbroecgenootschap. De eerste jaren werkte hij aan het verder uitbreiden van zijn doctoraat. Dit resulteerde in de publicatie van 1950 tot 1957 van het driedelig werk Kernproblemen uit de leer van Ruusbroec.
Naast Ruusbroec bestudeerde hij aandachtig de Evangelische Peerle. Tot een grote publicatie hierover is het echter niet gekomen.
Albert Ampe wed lid van
- de Koninklijke Zuidnederlandse Maatschappij voor Taal- en Letterkunde en Geschiedenis,
- de Maatschappij der Nederlandse Letterkunde (Leiden),
- de Renaissance Society of America (New York).

Hij werd professor aan de UFSIA en bereikte het emeritaat in 1977. Hij bleef in de kloostergebouwen van de Prinsstraat in Antwerpen wonen en werkte er verder als lid van het Ruusbroecgenootschap. In 1990 werd hem een huldealbum aangeboden. In 1997 verhuisde hij naar de Oude Abdij in Drongen. Zijn uitgebreid en geïnventariseerd archief werd aan de archieven van het genootschap toegevoegd.

## Publicaties
- Tussen 1942 en 1988 publiceerde Ampe 172 wetenschappelijke artikels of boeken. (Zie: F. Hendrickx, Bio-bibliografie van dr. Albert Ampe s.j..)
- De metamorfosen van het authentieke Jan-van-Eyck-kwatrijn op het Lam Gods: een nieuwe filologische studie, in: Jaarboek van het Museum voor Schone Kunsten Antwerpen, 1969.
- Ruusbroec: traditie en werkelijkheid, Ruusbroecgenootschap, 1975.
- Ampe toonde zijn belangstelling voor en zijn kennis van het werk van Guido Gezelle door zijn medewerking in het vijfde deel van het Verzameld dichtwerk, met zijn bijdrage Gedichten in Goddelijke beschouwingen, zijn analyse en commentaar op de vijf gedichten die Gezelle inlaste in de door hem vertaalde tekst van bisschop Waffelaerts Meditationes theologicae.